# Blocher (Familienname)
Blocher ist der Familienname folgender Personen:
- Christoph Blocher (* 1940), Schweizer Unternehmer und Politiker (SVP)
- Eduard Blocher (1870–1942), Schweizer evangelischer Geistlicher und Sprachwissenschaftler
- Eugen Blocher (1882–1964), Schweizer Jurist und Politiker (SP)
- Felix Blocher (* 1956), Schweizer Archäologe
- Henri Blocher (* 1937), französischer evangelischer Hochschullehrer und Autor
- Hermann Blocher (1872–1942), Schweizer Politiker (SP), Exponent der Abstinenzbewegung
- Jacques Blocher (1909–1986), französischer evangelischer Theologe und Hochschullehrer
- Judith Giovannelli-Blocher (1932–2024), Schweizer Sozialarbeiterin und Autorin
- Magdalena Martullo-Blocher (* 1969), Schweizer Unternehmerin und Politikerin (SVP)
- Markus Blocher (* 1971), Schweizer Unternehmer
- Rudolf Blocher (1920–1995), Schweizer Militär
- Sophie Blocher (1935–2002), Schweizer Pfarrerin und Sozialarbeiterin
- Walter Blocher, österreichischer Rechtswissenschaftler

Siehe auch:
- Blocher (Familie)